# Alberta Beach
Alberta Beach is een plaats (village) in de Canadese provincie Alberta en telt 884 inwoners (2006).